# Operation Nord
Die Operation Nord (russisch Операция «Север» ‚Operazija Sewer‘) war eine geheime Operation des Volkskommissariates für Staatssicherheit der UdSSR, bei der die Familien der Zeugen Jehovas am 1. und 8. April 1951 nach Sibirien deportiert wurden.
Bevor die Baltischen Staaten, die Westukraine, das westliche Belarus, Bessarabien und die nördliche Bukowina in die Sowjetunion eingegliedert wurden, gab es nur wenige Zeugen Jehovas in dem Staat. Sie lebten größtenteils in der Moldauischen Sozialistischen Sowjetrepublik und in der Ukrainischen Sozialistischen Sowjetrepublik.
Wegen ihrer Kriegsdienstverweigerung wurden Zeugen Jehovas vom sowjetischen Regime verfolgt. Die Lehre der Organisation galt als antisowjetisch. Ihre Mitglieder wurden als potenziell gefährliche Elemente bezeichnet. Im November 1950 legte Wiktor Abakumow Josef Stalin einen Entwurf vor, Zeugen Jehovas nach Sibirien zu deportieren. Stalin bestätigte den Plan.
Im April 1951 wurden „alle Mitglieder der antisowjetischen illegalen Organisation, die eine aktive staatsfeindliche Arbeit führt“, in die sibirischen und nordrussischen Rajons Uchta, Dudinka, Magadan, Oblast Irkutsk und Oblast Tomsk ausgewiesen. Insgesamt waren das 8.576 Personen beziehungsweise 3.048 Familien.
Durch einen Erlass vom 30. September 1965 wurden alle Beschränkungen wieder aufgehoben.